# Katarzyna Kryczało
Katarzyna Kryczało (ur. 25 grudnia 1984 w Gdańsku) – polska florecistka, dwukrotna medalistka mistrzostw świata.
W 2000 roku zdobyła srebro w indywidualnej rywalizacji kadetek na mistrzostwach świata juniorów w South Bend. W tej samej konkurencji była trzecia na mistrzostwach świata juniorów w Gdańsku w 2001 roku. Na mistrzostwach świata juniorów w Antalyi w 2002 roku zdobyła złoto drużynowo i brąz indywidualnie.
Podczas mistrzostw świata w Petersburgu w 2007 roku Polki w składzie: Sylwia Gruchała, Katarzyna Kryczało, Magdalena Mroczkiewicz i Małgorzata Wojtkowiak zdobyły drużynowo złoty medal. W tej samej konkurencji zdobyła następnie srebrny medal na mistrzostwach świata w Paryżu w 2010 roku). W finale Polki przegrały z Włoszkami 37:45.
Nigdy nie wzięła udziału w igrzyskach olimpijskich.
Odznaczona Złotym Krzyżem Zasługi (2011).

## Mistrzostwa świata
- Złoto – drużyna florecistek (2007)
- Srebro – drużyna florecistek (2010)

## Puchar Świata
- Srebro – floret indywidualnie (Gdańsk 2007)

## Młodzieżowe mistrzostwa świata
- Brąz – floret indywidualnie (2002)
- Srebro – drużyna florecistek (2002)

## Uniwersjady
- Brąz – floret indywidualnie (2011)
- Srebro – drużyna florecistek (2011)